# Куколь (посёлок при железнодорожной станции)
Куколь — посёлок при железнодорожной станции в Усадищенском сельском поселении Волховского района Ленинградской области.

## История

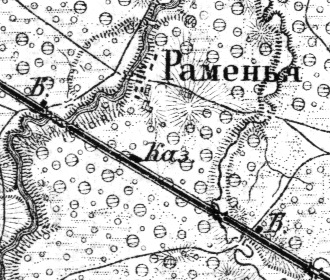
Земли современного посёлка Куколь на карте 1915 года

Согласно военно-топографической карте Петроградской и Новгородской губерний издания 1915 года на месте современного посёлка находились казармы железнодорожных рабочих.
Согласно данным переписи населения СССР 1926 года на разъезде Куколь Мурманской ж. д. Кукольского сельсовета Пролетарской волости Волховского уезда проживали 8 человек — большинство русские, а также латыши.
По данным 1966, 1973 и 1990 годов посёлок при станции Куколь входил в состав Усадищенского сельсовета.
В 1997 году в посёлке при станции Куколь Усадищенской волости проживали 17 человек, в 2002 году — 14 человек (все русские).
В 2007 году в посёлке при станции Куколь Усадищенского СП — 20 человек.

## География
Посёлок расположен в южной части района у станции Куколь на железнодорожной линии Волховстрой I — Вологда I.
Посёлок находится близ автодороги 41К-402 (Куколь — Вячково — Мурманские Ворота). Расстояние до административного центра поселения — 5 км.
Посёлок находится на правом берегу реки Лынна.

## Демография
| 1997 | 2007 | 2010 | 2017 |
| ---- | ---- | ---- | ---- |
| 17   | ↗20  | ↘17  | ↗18  |

### Национальный состав
Согласно данным Всероссийской переписи населения 2021 года в посёлке при станции проживали 15 человек, все русские.